# Campeonato de Primera D 2006-07
El Campeonato de Primera D 2006-07 fue la quincuagésima séptima edición del torneo. Se disputó desde el 29 de julio de 2006 hasta el 30 de abril de 2007.
Los nuevos participantes fueron: Centro Español, que volvió de la desafiliación y el descendido de la Primera C, Argentino de Quilmes. El torneo estuvo conformado por 18 equipos, que jugaron dos torneos de 17 fechas cada uno: el Torneo Apertura y el Torneo Clausura.
El campeón del Apertura fue Berazategui con 34 puntos. El campeón del Clausura fue Leandro N. Alem con 39 puntos. Ambos disputaron la final por el ascenso, la cual fue ganada por Leandro N. Alem que se consagró campeón y obtuvo el ascenso a la Primera C. El ganador del torneo reducido fue Berazategui, que luego perdió en la Promoción frente a San Miguel y no logró ascender.
El torneo determinó el descenso y la desafiliación por una temporada del recientemente reafiliado Centro Español.

## Ascensos y descensos
| Promedio | Desafiliado de la Primera D 2005-06 |
| -------- | ----------------------------------- |
| 18.º     | Muñiz                               |

| Reafiliado     |
| -------------- |
| Centro Español |

| Posición | Ascendido a la Primera C 2006-07 |
| -------- | -------------------------------- |
| Campeón  | Ituzaingó                        |

| Promedio | Descendido de la Primera C 2005-06 |
| -------- | ---------------------------------- |
| 20.º     | Argentino de Quilmes               |

## Equipos
| Equipo               | Ciudad             | Estadio                   | Capacidad |
| -------------------- | ------------------ | ------------------------- | --------- |
| Argentino de Quilmes | Quilmes            | Argentino de Quilmes      | 7000      |
| Atlas                | General Rodríguez  | Ricardo Puga              | 2500      |
| Berazategui          | Berazategui        | Norman Lee                | 5500      |
| Central Ballester    | General San Martín | Monumental de Villa Lynch | 1000      |
| Centro Español       | Haedo              | José María Moraños        | 1500      |
| Claypole             | Claypole           | Rodolfo Vicente Capocasa  | 1000      |
| Defensores Unidos    | Zárate             | Gigante de Villa Fox      | 6000      |
| Deportivo Paraguayo  | Buenos Aires       | Juan Antonio Arias        | 2950      |
| Deportivo Riestra    | Buenos Aires       | Guillermo Laza            | 3000      |
| Ferrocarril Urquiza  | Villa Lynch        | Monumental de Villa Lynch | 1000      |
| Juventud Unida       | San Miguel         | Néstor Bedgni             | 3200      |
| Leandro N. Alem      | General Rodríguez  | Leandro N. Alem           | 4000      |
| Liniers              | San Justo          | Juan Antonio Arias        | 3000      |
| Lugano               | Tapiales           | José María Moraños        | 1500      |
| Midland              | Libertad           | Ciudad de Libertad        | 7000      |
| Puerto Nuevo         | Campana            | Rubén Carlos Vallejos     | 500       |
| Victoriano Arenas    | Valentín Alsina    | Saturnino Moure           | 1500      |
| Yupanqui             | Buenos Aires       | Guillermo Laza            | 3000      |

### Distribución geográfica de los equipos
| Región                                   | Cant. | Equipos |
| ---------------------------------------- | ----- | --- |
| Conurbano bonaerense                     | 11    | Argentino de Quilmes, Berazategui, Central Ballester, Centro Español, Claypole, Ferrocarril Urquiza, Juventud Unida, Liniers, Lugano, Midland y Victoriano Arenas |
| Ciudad de Buenos Aires                   | 3     | Deportivo Paraguayo, Deportivo Riestra y Yupanqui |
| Interior de la provincia de Buenos Aires | 4     | Atlas, Defensores Unidos, Leandro N. Alem y Puerto Nuevo |

## Formato

### Competición
Se disputaron dos torneos: Apertura y Clausura. En cada uno de ellos, los 18 equipos se enfrentaron todos contra todos. Ambos campeonatos se jugaron a una sola rueda. Los partidos disputados en el Torneo Clausura representaron los desquites de los del Torneo Apertura, invirtiendo la localía.

### Ascensos
Los campeones de ambos torneos se enfrentaron en una final por el primer ascenso, a doble partido. El vencedor de la misma se consagró campeón de la temporada y ascendió directamente a la Primera C (Argentina). El equipo que perdió clasificó a las semifinales del Torneo Reducido.
Los seis equipos que, al finalizar la temporada, hubieran obtenido la mayor cantidad de puntos (excluyendo a los dos campeones) clasificaron a los cuartos de final del Torneo Reducido, junto al perdedor de la final por el primer ascenso que comenzó su participación en semifinales. El ganador del mismo disputó una promoción contra un equipo de la Primera C (Argentina).

### Descensos
Al final de la temporada, el equipo con el peor promedio fue suspendido en su afiliación por un año.

## Torneo Apertura
|  |     | Equipo               | Pts | PJ | G  | E | P  | GF | GC | Dif |
|  | --- | -------------------- | --- | -- | -- | - | -- | -- | -- | --- |
|  | 1.  | Berazategui          | 34  | 17 | 10 | 4 | 3  | 31 | 16 | 15  |
|  | 2.  | Leandro N. Alem      | 32  | 17 | 9  | 5 | 3  | 29 | 14 | 15  |
|  | 3.  | Deportivo Paraguayo  | 32  | 17 | 9  | 5 | 3  | 23 | 14 | 9   |
|  | 4.  | Juventud Unida       | 31  | 17 | 9  | 4 | 4  | 28 | 20 | 8   |
|  | 5.  | Victoriano Arenas    | 29  | 17 | 8  | 5 | 4  | 31 | 21 | 10  |
|  | 6.  | Atlas                | 29  | 17 | 9  | 2 | 6  | 21 | 20 | 1   |
|  | 7.  | Midland              | 28  | 17 | 8  | 4 | 5  | 19 | 14 | 5   |
|  | 8.  | Defensores Unidos    | 27  | 17 | 7  | 6 | 4  | 22 | 14 | 8   |
|  | 9.  | Argentino de Quilmes | 27  | 17 | 7  | 6 | 4  | 22 | 17 | 5   |
|  | 10. | Liniers              | 23  | 17 | 6  | 5 | 6  | 17 | 15 | 2   |
|  | 11. | Ferrocarril Urquiza  | 21  | 17 | 5  | 6 | 6  | 15 | 17 | -2  |
|  | 12. | Deportivo Riestra    | 20  | 17 | 5  | 5 | 7  | 18 | 23 | -5  |
|  | 13. | Lugano               | 16  | 17 | 3  | 7 | 7  | 17 | 21 | -4  |
|  | 14. | Claypole             | 17  | 17 | 4  | 5 | 8  | 16 | 29 | -13 |
|  | 15. | Central Ballester    | 15  | 17 | 3  | 6 | 8  | 14 | 23 | -9  |
|  | 16. | Yupanqui             | 14  | 17 | 3  | 5 | 9  | 11 | 16 | -5  |
|  | 17. | Puerto Nuevo         | 11  | 17 | 3  | 2 | 12 | 17 | 39 | -22 |
|  | 18. | Centro Español       | 10  | 17 | 2  | 4 | 11 | 14 | 32 | -18 |

|  | Se consagró campeón y clasificó a la final por el primer ascenso |

## Torneo Clausura
|  |     | Equipo               | Pts | PJ | G  | E | P  | GF | GC | Dif |
|  | --- | -------------------- | --- | -- | -- | - | -- | -- | -- | --- |
|  | 1.  | Leandro N. Alem      | 39  | 17 | 12 | 3 | 2  | 37 | 17 | 20  |
|  | 2.  | Berazategui          | 38  | 17 | 12 | 2 | 3  | 40 | 17 | 23  |
|  | 3.  | Liniers              | 33  | 17 | 10 | 3 | 4  | 35 | 16 | 19  |
|  | 4.  | Yupanqui             | 33  | 17 | 10 | 3 | 4  | 32 | 18 | 14  |
|  | 5.  | Midland              | 33  | 17 | 10 | 3 | 4  | 28 | 22 | 6   |
|  | 6.  | Atlas                | 29  | 17 | 8  | 5 | 4  | 29 | 20 | 9   |
|  | 7.  | Argentino de Quilmes | 26  | 17 | 7  | 5 | 5  | 16 | 16 | 0   |
|  | 8.  | Juventud Unida       | 24  | 17 | 6  | 6 | 5  | 27 | 25 | 2   |
|  | 9.  | Victoriano Arenas    | 24  | 17 | 7  | 3 | 7  | 24 | 23 | 1   |
|  | 10. | Defensores Unidos    | 24  | 17 | 7  | 3 | 7  | 19 | 23 | -4  |
|  | 11. | Lugano               | 20  | 17 | 5  | 5 | 7  | 19 | 26 | -7  |
|  | 12. | Deportivo Paraguayo  | 17  | 17 | 4  | 5 | 8  | 14 | 23 | -9  |
|  | 13. | Central Ballester    | 17  | 17 | 5  | 2 | 10 | 23 | 33 | -10 |
|  | 14. | Claypole             | 16  | 17 | 4  | 4 | 9  | 23 | 29 | -6  |
|  | 15. | Ferrocarril Urquiza  | 15  | 17 | 4  | 3 | 10 | 14 | 25 | -11 |
|  | 16. | Centro Español       | 15  | 17 | 4  | 3 | 10 | 24 | 43 | -19 |
|  | 17. | Deportivo Riestra    | 11  | 17 | 2  | 5 | 10 | 16 | 29 | -13 |
|  | 18. | Puerto Nuevo         | 11  | 17 | 2  | 5 | 10 | 23 | 38 | -15 |

|  | Se consagró campeón y clasificó a la final por el primer ascenso |

## Tabla de posiciones final del campeonato
|  |     | Equipo               | Pts | PJ | G  | E  | P  | GF | GC | Dif |
|  | --- | -------------------- | --- | -- | -- | -- | -- | -- | -- | --- |
|  | 1.  | Berazategui          | 72  | 34 | 22 | 6  | 6  | 71 | 33 | 38  |
|  | 2.  | Leandro N. Alem      | 68  | 34 | 21 | 8  | 5  | 66 | 31 | 35  |
|  | 3.  | Atlas                | 58  | 34 | 17 | 7  | 10 | 50 | 40 | 10  |
|  | 4.  | Liniers              | 56  | 34 | 16 | 8  | 10 | 52 | 31 | 21  |
|  | 5.  | Juventud Unida       | 55  | 34 | 15 | 10 | 9  | 55 | 45 | 10  |
|  | 6.  | Victoriano Arenas    | 53  | 34 | 15 | 8  | 11 | 55 | 44 | 11  |
|  | 7.  | Argentino de Quilmes | 53  | 34 | 14 | 11 | 9  | 38 | 33 | 5   |
|  | 8.  | Midland              | 52  | 34 | 18 | 7  | 9  | 47 | 36 | 11  |
|  | 9.  | Defensores Unidos    | 51  | 34 | 14 | 9  | 11 | 41 | 37 | 6   |
|  | 10. | Deportivo Paraguayo  | 49  | 34 | 13 | 10 | 11 | 37 | 37 | 0   |
|  | 11. | Yupanqui             | 47  | 34 | 13 | 8  | 13 | 43 | 34 | 9   |
|  | 12. | Lugano               | 36  | 34 | 8  | 12 | 14 | 36 | 47 | -11 |
|  | 13. | Ferrocarril Urquiza  | 36  | 34 | 9  | 9  | 16 | 29 | 42 | -13 |
|  | 14. | Claypole             | 33  | 34 | 8  | 9  | 17 | 39 | 58 | -19 |
|  | 15. | Central Ballester    | 32  | 34 | 8  | 8  | 18 | 37 | 56 | -19 |
|  | 16. | Deportivo Riestra    | 31  | 34 | 7  | 10 | 17 | 34 | 52 | -18 |
|  | 17. | Centro Español       | 25  | 34 | 6  | 7  | 21 | 38 | 75 | -37 |
|  | 18. | Puerto Nuevo         | 22  | 34 | 5  | 7  | 22 | 40 | 77 | -37 |

|  | |
|  | Campeones de los torneos Apertura y Clausura. Disputaron la final por el primer ascenso                 |
|  | Clasificado a la semifinal del Torneo Reducido por una promoción con un equipo de la Primera C          |
|  | Clasificados a los cuartos de final del Torneo Reducido por una promoción con un equipo de la Primera C |

## Final por el ascenso directo
Se jugó a doble partido entre el campeón del Torneo Apertura, Berazategui, que hizo de local en el partido de vuelta, y el campeón del Torneo Clausura, Leandro N. Alem, que disputó como local el partido de ida.
El primer choque se jugó el 10 de mayo en el estadio de Argentino de Merlo y finalizó con el triunfo por 2 a 1 del local. La revancha se disputó el 22 de mayo en el Estadio Julio Humberto Grondona y también finalizó con el triunfo de Leandro N. Alem, esta vez por 1-0. De esta manera, al obtener el triunfo con un resultado global de 3-1 en la serie el equipo de General Rodríguez obtuvo el ascenso a la Primera C.
Berazategui, por su parte, clasificó de modo directo a la final del Torneo Reducido por una promoción con un equipo de la Primera C.
| 10 de mayo de 2007 | Leandro N. Alem                    | 2:1 | Berazategui           | Argentino de Merlo, Merlo |  |
|                    | José Luis Milla, Cristian Gualdoni |     | Cristian Alessandrini |                           |  |

| 22 de mayo de 2007 | Berazategui | 0:1 | Leandro N. Alem   | Estadio Julio Humberto Grondona, Sarandí |  |
|                    |             |     | Julio César Gauna |                                          |  |

## Tabla de Promedios
| Pos | Equipo               | PJ | 2004/05 | 2005/06 | 2006/07 | Pts | Promedio |
| --- | -------------------- | -- | ------- | ------- | ------- | --- | -------- |
| 1º  | Berazategui          | 95 | 43      | 68      | 72      | 183 | 1,926    |
| 2º  | Liniers              | 95 | 56      | 67      | 56      | 179 | 1,884    |
| 3º  | Leandro N. Alem      | 95 | 46      | 62      | 68      | 176 | 1,853    |
| 4º  | Atlas                | 68 | -       | 56      | 58      | 114 | 1,676    |
| 5º  | Defensores Unidos    | 95 | 46      | 58      | 51      | 155 | 1,632    |
| 6º  | Argentino de Quilmes | 95 | -       | -       | 53      | 53  | 1,559    |
| 7º  | Victoriano Arenas    | 95 | 41      | 44      | 53      | 138 | 1,453    |
| 8º  | Juventud Unida       | 95 | 20      | 47      | 55      | 122 | 1,284    |
| 9º  | Midland              | 95 | 28      | 41      | 52      | 121 | 1,274    |
| 10º | Ferrocarril Urquiza  | 95 | 42      | 42      | 36      | 120 | 1,263    |
| 11º | Deportivo Paraguayo  | 95 | 30      | 37      | 49      | 116 | 1,221    |
| 12º | Claypole             | 95 | 35      | 47      | 33      | 115 | 1,211    |
| 13º | Central Ballester    | 95 | 34      | 40      | 32      | 106 | 1,116    |
| 14º | Yupanqui             | 95 | 32      | 21      | 47      | 100 | 1,053    |
| 15º | Atlético Lugano      | 95 | 28      | 32      | 36      | 96  | 1,011    |
| 16º | Deportivo Riestra    | 95 | 24      | 40      | 31      | 95  | 1,000    |
| 17º | Puerto Nuevo         | 95 | 40      | 28      | 22      | 90  | 0,947    |
| 18º | Centro Español       | 34 | -       | -       | 25      | 25  | 0,735    |

|  | Desafiliado por una temporada. |

## Reducido
|  | Cuartos de final        | Cuartos de final        | Cuartos de final        |   |         | Semifinales                  | Semifinales                  | Semifinales                  |  |  | Final                        | Final                        | Final                        |
|  | 6 de mayo al 13 de mayo | 6 de mayo al 13 de mayo | 6 de mayo al 13 de mayo |   |         | del 16 de mayo al 19 de mayo | del 16 de mayo al 19 de mayo | del 16 de mayo al 19 de mayo |  |  | del 26 de mayo al 1 de junio | del 26 de mayo al 1 de junio | del 26 de mayo al 1 de junio |
|  |                         |                         |                         |   |         |                              |                              |                              |  |  |                              |                              |                              |
|  | Atlas                   |                         |                         |   |         |                              |                              |                              |  |  |                              |                              |                              |
|  |                         |                         |                         |   |         |                              |                              |                              |  |  |                              |                              |                              |
|  |                         | Atlas                   | 0                       | 0 |         |                              |                              |                              |  |  |                              |                              |                              |
|  |                         |                         |                         | 0 |         |                              |                              |                              |  |  |                              |                              |                              |
|  |                         | Argentino de Quilmes    | 2                       | 0 |         |                              |                              |                              |  |  |                              |                              |                              |
|  | Victoriano Arenas       | Argentino de Quilmes    | 2                       | 0 | 1       | 2 (3)                        |                              |                              |  |  |                              |                              |                              |
|  | Victoriano Arenas       |                         |                         |   | 1       | 2 (3)                        |                              |                              |  |  |                              |                              |                              |
|  | Argentino de Quilmes    | 2                       | 1 (5)                   |   |         |                              |                              |                              |  |  |                              |                              |                              |
|  |                         |                         |                         |   |         |                              |                              |                              |  |  | Liniers                      | 1                            | 3                            |
|  |                         |                         | Argentino de Quilmes    | 1 | 0       |                              |                              |                              |  |  |                              |                              |                              |
|  | Juventud Unida          | 2                       | 0 (5)                   |   |         |                              |                              |                              |  |  |                              |                              |                              |
|  | Midland                 | 1                       | 1 (4)                   |   |         |                              |                              |                              |  |  |                              |                              |                              |
|  | Midland                 | 1                       | 1 (4)                   |   | Liniers | 1                            | 3                            |                              |  |  |                              |                              |                              |
|  |                         |                         |                         |   | Liniers | 1                            | 3                            |                              |  |  |                              |                              |                              |
|  |                         | Juventud Unida          | 1                       | 0 |         |                              |                              |                              |  |  |                              |                              |                              |
|  | Liniers                 | Juventud Unida          | 1                       | 0 | 0       | 2                            |                              |                              |  |  |                              |                              |                              |
|  | Liniers                 |                         |                         |   | 0       | 2                            |                              |                              |  |  |                              |                              |                              |
|  | Defensores Unidos       | 1                       | 0                       |   |         |                              |                              |                              |  |  |                              |                              |                              |

## Final por un lugar en la Promoción
Fue disputada por el ganador del reducido, Liniers, y el perdedor de la final por el ascenso, Berazategui, que había sido campeón del Torneo Apertura. El ganador accedió a jugar la promoción contra un equipo de la Primera C por un lugar en dicha categoría.
| Liniers                                                         | 2 - 1 | Berazategui | Estadio Ciudad de Vicente López | 10 de junio |
| Berazategui                                                     | 6 - 1 | Liniers     | Estadio Ciudad de La Plata      | 15 de junio |
| Berazategui jugará la promoción ante un equipo de la Primera C. |       |             |                                 |             |

## Promoción

### Primera D-Primera C
Esta promoción se definió entre San Miguel (penúltimo del promedio de la Primera C y el ganador de la final entre el campeón del reducido de la Primera D y el perdedor de la final por el ascenso, Berazategui  y se jugó en partidos de ida y vuelta. Berazategui hizo de local en el primer partido de la llave, mientras que San Miguel jugó de local, en el partido de vuelta de la llave.
| Berazategui                                                                                  | 3 - 3 | San Miguel  | Estadio Centenario         | 20 de junio |
| San Miguel                                                                                   | 3 - 3 | Berazategui | Estadio Municipal de Pilar | 23 de junio |
| San Miguel mantuvo la categoría por ventaja deportiva. Berazategui continúa en la Primera D. |       |             |                            |             |